# Province de Qom

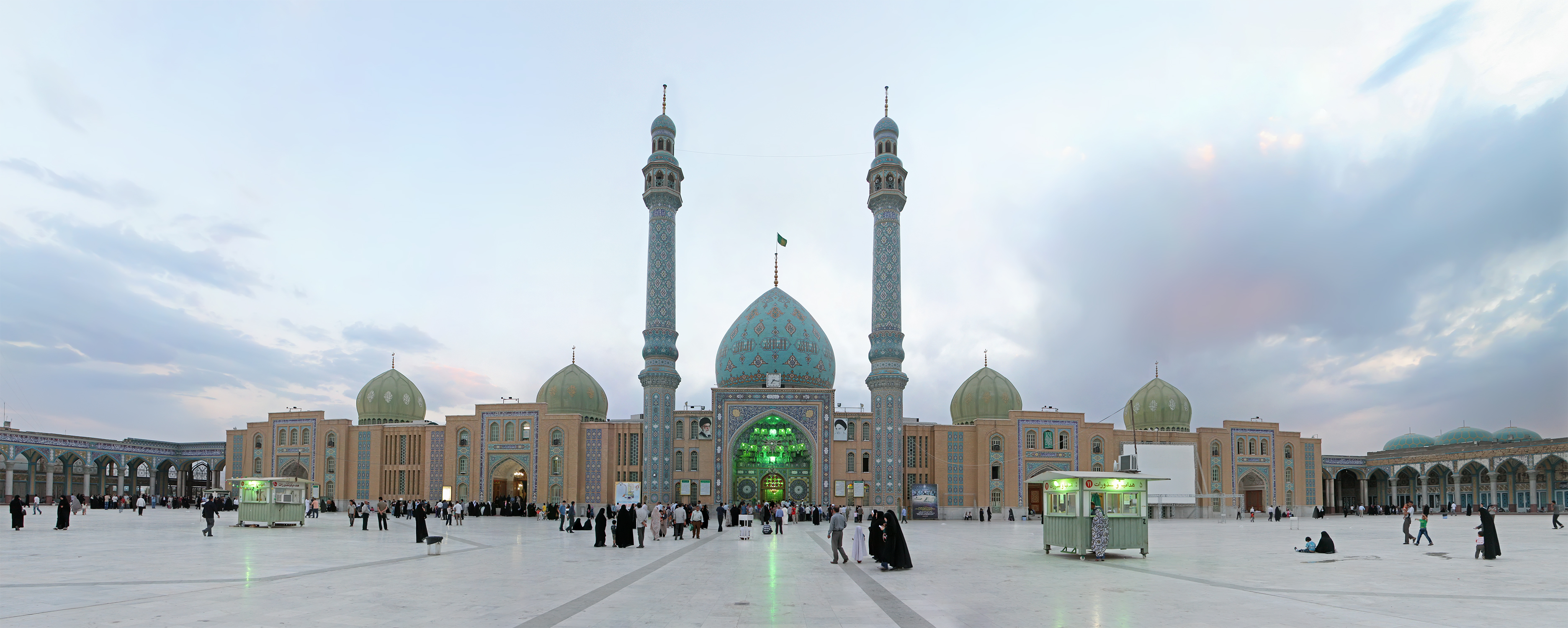
La mosquée Jamkaran est un lieu de pèlerinage populaire pour les musulmans chiites

La province de Qom (en persan : استان قم) est une des 31 provinces d'Iran. Elle est située dans le nord du pays et sa capitale est la ville de Qom. Elle a une superficie de 11237 km², couvrant 0,89 % de la superficie totale de l'Iran. Elle a été formée en détachant une partie de la province de Téhéran en 1995. En 1996, la province avait une population de 853 000 personnes dont 91,2 % résidaient dans des zones urbaines et 8,8 % en zones rurales. La province compte une ville, 4 départements et 256 villages.

## Géographie
Le climat de la province de Qom varie entre désertique et semi-désertique, et sa géographie comprend des zones montagneuses, des collines et des plaines. À cause de sa position loin à l'intérieur de terres et près d'une région aride, la province a un climat sec, avec des chutes d'eau sporadiques. L'agriculture n'est donc pas possible sur la plupart des zones de la province, et particulièrement près des lacs salés.
La province de Qom a deux grands lacs salés: le lac Howz e Soltan, qui peut être vu depuis l'autoroute reliant Qom à Téhéran, et le lac Namak (« sel » en persan), qui est plus étendu encore et situé plus à l'est.

## Histoire et culture
On pense que Qom existait à l'époque pré-islamique. Les découvertes archéologiques indiquent que Qom était un lieu résidentiel depuis le Ve millénaire av. J.-C. D'après les restes de cette période et les textes historiques, Qom était une grande ville. 'Kom' était le nom de l'ancien rempart de la ville de Qom, et les arabes l'appelèrent Qom pendant la conquête de l'Iran.
C'est durant le règne du second calife Omar que le centre de Qom fut pris par les musulmans. En 644-645, Abu Moosa Ashari déploya ses troupes à Qom. Des conflits se firent jour entre les envahisseurs arabes et les résidents de la région.
Pendant la persécution des Alavides par les Abbassides et les Omeyyades, de nombreux Alavides fuirent à Qom, en faisant leur résidence permanente. Le calife Al-Mamun envoya des forces à Qom en 825, causant un massacre et la destruction de la ville.
Apprenant la fin du règne d'Al-Mamun, les habitants de Qom se révoltèrent et réussirent à chasser le représentant du calife en 831. Cependant, le successeur d'Al-Mamun, Al-Mutasim déploya des forces armées à Qom pour faire taire les émeutes et encore une fois la cité fut détruite. Les troubles continuèrent jusqu'à la dynastie des Bouyides (Al e Booyeh en persan) vienne au pouvoir, puisqu'ils appartenaient à la communauté Alavide. C'est durant leur règne que la cité s'est étendue et prospéra.
À l'époque Seldjoukide, la cité s'est encore développée. Pendant la première vague de l'invasion mongole, la ville connut la destruction. Mais par la suite, les dirigeants mongols, particulièrement après la conversion à l'Islam du Sultan Öljeitü Khoda bandeh, de dynastie Ilkhanide, la ville reçut une attention spéciale, revivant encore une fois.
À la fin du XIVe siècle, la ville connut le joug de Tamerlane et ses habitants furent encore massacrés. Pendant les périodes de règne des Qara Qoyunlu, Aq Qoyunlu et particulièrement pendant le règne des Safavides, Qom regagna l'attention des dirigeants et se développa graduellement.
En 1503, Qom était devenu un des centres importants de théologie dans l'Islam Chiite et devint un centre de pèlerinage et un important pivot religieux.
Pendant l'invasion Afghane, la cité de Qom souffrit de grands dommages, et ses habitants connurent de gros problèmes économiques. Qom a souffert d'autres destructions pendant les règnes de Nâdir Shâh, et les conflits entre les deux maisons Zand et Qajare afin de prendre le pouvoir en Iran.
En 1798, Qom tomba sous le contrôle de Agha Mohammad shah Qajar. Ayant été victorieux sur ses ennemis, Fath Ali Shah Qajar fit des réparations sur le tombeau et le sanctuaire de Fatima Masoumeh, tenant ainsi sa promesse.
La ville de Qom prospéra pendant l'époque Qajare. Après que les forces armées russes furent entrées à Karaj en 1915, beaucoup d'habitants de Téhéran se déplacèrent à Qom. Le transfert de la capitale de Téhéran à Qom fut discuté. Mais les Britanniques et les Russes brisèrent le plan en mettant sous pression le monarque de l'époque, Ahmad Shah Qajar. À cette période, un Comité de défense nationale fut mis en place, et Qom se transforma en centre d'une opposition politique et militaire aux puissances coloniales britanniques et russes.
Qom est aussi le centre à partir duquel l'ayatollah Khomeini basa son opposition à la dynastie Pahlavi alors qu'il était en Iran.

## Qom aujourd'hui
Aujourd'hui, Qom est considérée comme un des centres  Chiite à la fois en Iran et dans le monde. Son centre théologique et le mausolée du sanctuaire de Fatima Masoumeh sont des attractions majeures de la capitale de la province de Qom.
Un autre site de pèlerinage est à l'extérieur de la ville de Qom et est appelé mosquée de Jamkaran. La proximité de Qom par rapport à Téhéran lui donne aussi un avantage.
Qom a été considéré comme une candidate possible pour déplacer la capitale politique de l'Iran, alors que Téhéran fait face à une probabilité grandissante d'être frappée par un tremblement de terre majeur, en plus de ces problèmes de trafic routier et de pollution. Les factions conservatrices sont favorables à cette idée, alors que la base économique et des affaires de Téhéran s'oppose à un tel déplacement.

### Universités
Les principales universités et facultés de Qom aujourd'hui sont :
1. Université de Sheikh Mofid à Qom
2. Université islamique libre de Qom
3. Université de Qom
4. Institut de recherche Hawzeh va Daneshgah
5. Centre de recherche en informatique pour les sciences islamiques, Qom
6. Institut d'éducation et de recherche Imam Khomeini
7. Université des sciences médicales de Qom
8. Université des sciences médicales de Fatemieh
9. Séminaire Feyzieh de Qom (appelé Le Hawzah)

## Attractions de Qom
L'Organisation de l'héritage culturel de l'Iran répertorie 195 sites d'importance historique et culturelle dans la province de Qom. Les plus visités sont :
- Grotte Kahak
- Grotte Vashnuh
- Lac salé Howz e Soltan
- Grand lac salé Namak
- Bibliothèque Mar'ashi Najafi, qui compte plus de 500 000 ouvrages, manuscrits et copies.
- Musée Astaneh Moqaddaseh
- Bazar de Qom
- Séminaire Feyzieh
- Mosquée Jamkaran
- Mosquée du vendredi de Qom (Masjed-e Jame')
- Mosquée Atiq de Qom
- Mosquée A'zam
- Mausolée de Hazrat Masoumeh